# Tetraponera petiolata
Tetraponera petiolata é uma espécie de formiga do gênero Tetraponera, pertencente à subfamília Pseudomyrmecinae.